# Patriotas Futebol Clube
O Patriotas Futebol Clube é um clube de futebol brasileiro sediado na cidade de Curitiba, no estado do Paraná.
O clube foi fundado em 22 de julho de 2020, e disputa a Segunda Divisão do Campeonato Paranaense. Sua cores são as cores da bandeira nacional, porém seu uniforme usa as cores predominantemente azuis com detalhes em amarelo, enquanto o uniforme reserva é predominantemente branco. Apesar de ser sediado no bairro Ganchinho em Curitiba, o clube manda seus jogos no estádio Gigante do Itiberê, localizado na cidade de Paranaguá, de propriedade da prefeitura do município.

## História
O clube foi fundado em julho de 2020, como Clube-empresa, de propriedade dos mesmos sócios da Fertilize Adubos, empresa com sede em Araucária, e associou-se a Federação Paranaense de Futebol em dezembro do mesmo ano.
Fez sua estreia no futebol profissional no Campeonato Paranaense de Futebol de 2021 - Terceira Divisão no dia 2 de outubro de 2021 diante da equipe do Iraty, confronto que aconteceu no Estádio Atílio Gionédis, em Campo Largo. O Patriotas venceu por 3 a 0, com gols de Mazutti, Bam Bam e Leandro. O clube chegou até a última rodada da primeira fase com chances de classificação, mas acabou perdendo para o mesmo Iraty e terminou em quarto colocado em seu grupo.

## Participações
|  | Participações em 2025 |

| Competição | Competição       | Temporadas | Melhor campanha           | Estreia | Última | P | R |
| Paraná     | Segunda Divisão  | 3          | 3º colocado (2023 e 2024) | 2023    | 2025   | – | – |
| Paraná     | Terceira Divisão | 2          | Vice-campeão (2022)       | 2021    | 2022   | 1 |   |